# 文多弗 (犹他州)
文多弗是美国犹他州图埃勒县下属的一座城市。建市于 1906年，面积大约为9.06平方英里（23.5平方公里），海拔约为4,291英尺（1,308米）。根据2010年美国人口普查，该市有人口1,400人。